# Locomotiva FS E.412
Le E.412 sono locomotive elettriche merci politensione e multiruolo delle Ferrovie dello Stato Italiane concepite per l'uso anche sulle reti austriaca e tedesca, assegnate a Mercitalia Rail. Dal progetto delle E.412 discendono le E.464 destinate al trasporto passeggeri.
Le E.412 sono state commissionate alla ABB Tecnomasio (poi ADtranz) e prodotte in Italia negli stabilimenti di Vado Ligure, dal 2001 di proprietà di Bombardier Transportation Italy, quando il gruppo canadese Bombardier acquistò ADtranz.

## Storia
Le locomotive, progettate agli inizi degli anni novanta, nacquero in risposta alla necessità di poter operare anche al di fuori della rete elettrificata delle FS, allora essenzialmente a corrente continua a 3 kV, ponendo fine alla necessità del cambio di trazione alla frontiera tra Italia e Austria, in particolare per la relazione Verona-Monaco attraverso il Brennero, da cui il soprannome di Brennero o Brennerlok dato a queste locomotive.
La commessa per la fornitura fu assegnata alla ABB-Tecnomasio di Vado Ligure con la presentazione ufficiale del prototipo il 14 aprile 1997. Nello stesso anno la E.412.002 venne trasferita dallo stabilimento di Vado Ligure all'impianto ADtranz di Tramont in Svizzera per la messa a punto sotto la linea aerea a 15.000 V. Le prove con questo sistema di trazione furono giudicate positive. 
La prima consegna alle FS, immatricolata come E.412.012, avvenne il 17 giugno 1999.
Nel 2004 tutte le unità ricevettero l'abilitazione al soccorso di macchine dotate di organi di aggancio/repulsione tradizionali sia di quelle dotate di aggancio automatico. Nei primi anni di esercizio qualche esemplare ebbe l'onere di condurre in occasioni speciali treni passeggeri. 
Dalla base del progetto E.412 è derivato lo studio delle coeve EU 43 di Rail Traction Company e delle EU 11 "mono tensione", inizialmente pensate per le ferrovie polacche e successivamente acquistate da Trenitalia che le ha riclassificate nel gruppo E.405. 
Nel 2021 le E.412 in forza a Mercitalia Rail hanno iniziato a rivestire la livrea Mercitalia Rail, in luogo della livrea XMPR, le prime macchine a riceverla sono state le unità E.412.008 e E.412.014 presso le officine di Verona Porta Vescovo. A febbraio 2025 si contano ben 13 locomotive nella livrea Mercitalia Rail.

## Tecnica
Le E.412 sono dotate di 4 motori trifase asincroni. L'impostazione progettuale delle E.412 fa capo al progetto delle locomotive del gruppo 120 della DB.
I pantografi sono monobraccio prodotti dalla tedesca Schunk. I due pantografi installati sono differenti tra loro per essere atti alla circolazione sui differenti sistemi di catenaria.
La cassa è in travi d'acciaio e coperture in lamiera grecata, tranne che per l'imperiale (la parte superiore) in alluminio e per i frontali in composito. La parte anteriore delle due cabine è realizzata con due "maschere", opera dei designer Roberto Segoni e Paolo Pizzoccheri, realizzate per termoformatura. La cassa compatta e solida è isolata in modo efficiente, per rientrare nei rigidissimi standard di comfort richiesti dalle leggi sulla sicurezza sul lavoro.
Il banco di manovra è composto da due postazioni di guida: una principale a sinistra, per la marcia in linea su tutte le reti, dotata di comandi duplicati, sul lato sinistro per i macchinisti FS e sul lato destro per i macchinisti ÖBB e DB e una ausiliaria a destra, usata esclusivamente per le fasi di manovra in Austria e Germania. Le cabine sono climatizzate e comunicanti tra loro mediante un corridoio da cui si può accedere agli armadi contenenti le varie apparecchiature tecniche poste nel corpo centrale. La diagnostica di bordo controlla il funzionamento dei circuiti del rotabile semplificando gli interventi di manutenzione e riparazione.
Le E.412 sono telecomandabili da carrozza semipilota tramite condotta UIC TCN a 18 poli.

## Unità assegnate a Mercitalia Rail
Dal 2017 tutte le E.412 sono state assegnate a Mercitalia Rail (ex Trenitalia Cargo) per un totale di 20 unità.
Al 2023 si contavano 19 macchine ancora operative su 20 costruite, dato che la E.412.011 risultava fuori servizio oramai da anni; la stessa è stata demolita nel 2024.

## Galleria d'immagini

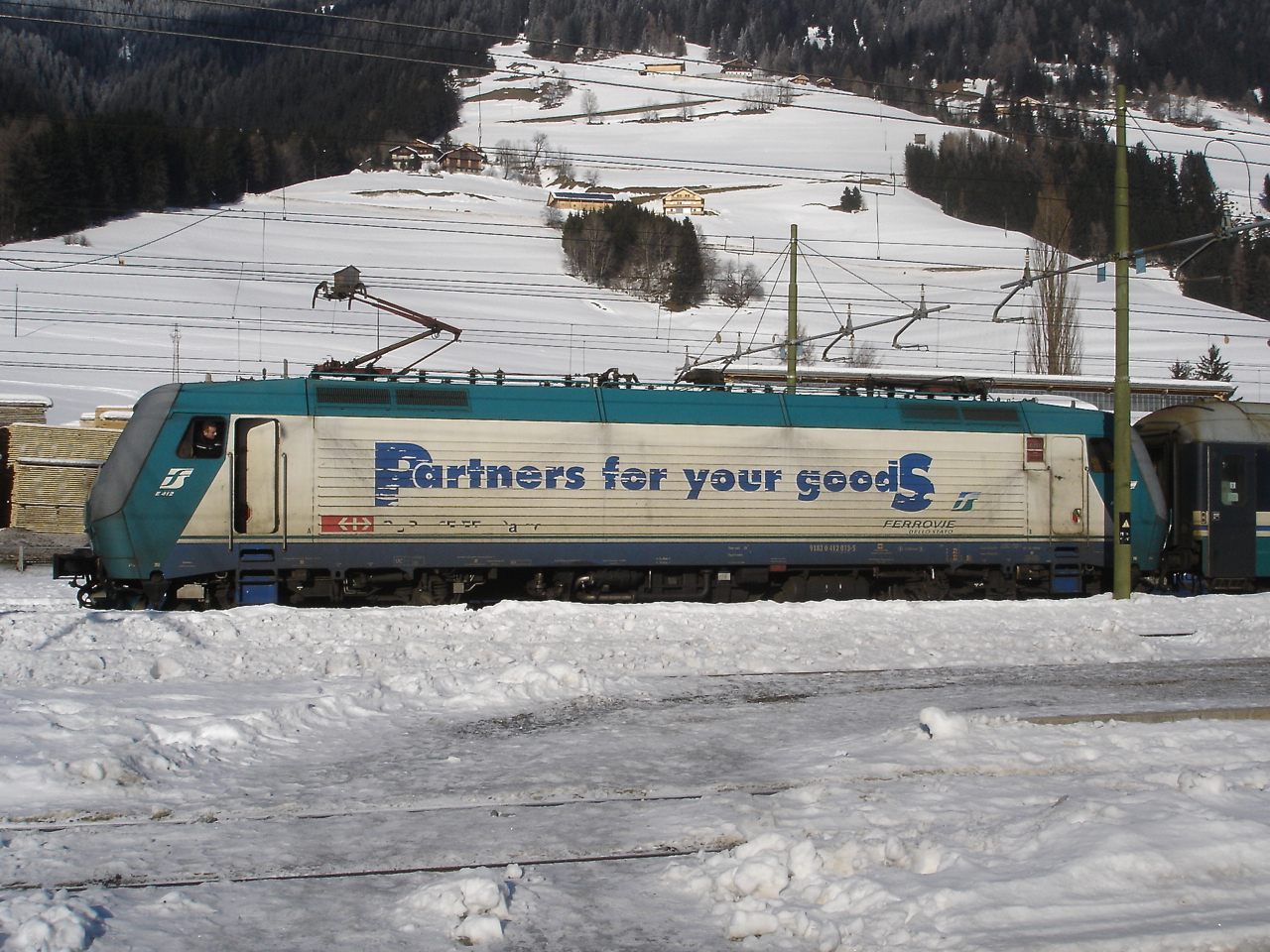
E.412.013 a S. Candido con pellicolatura pubblicitaria FS-FFS "Partners for your goods" apposta sulle fiancate; l'accordo tra FS e FFS non ebbe poi seguito.
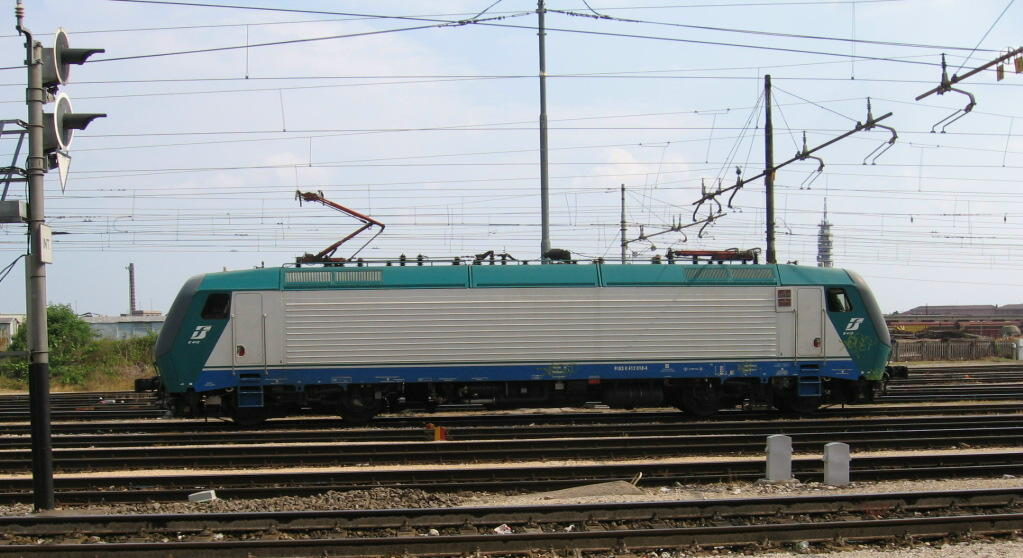
Vista laterale della E.412.018 a Verona. Il pantografo sollevato è il WBL85/3, sul lato della cabina "A".
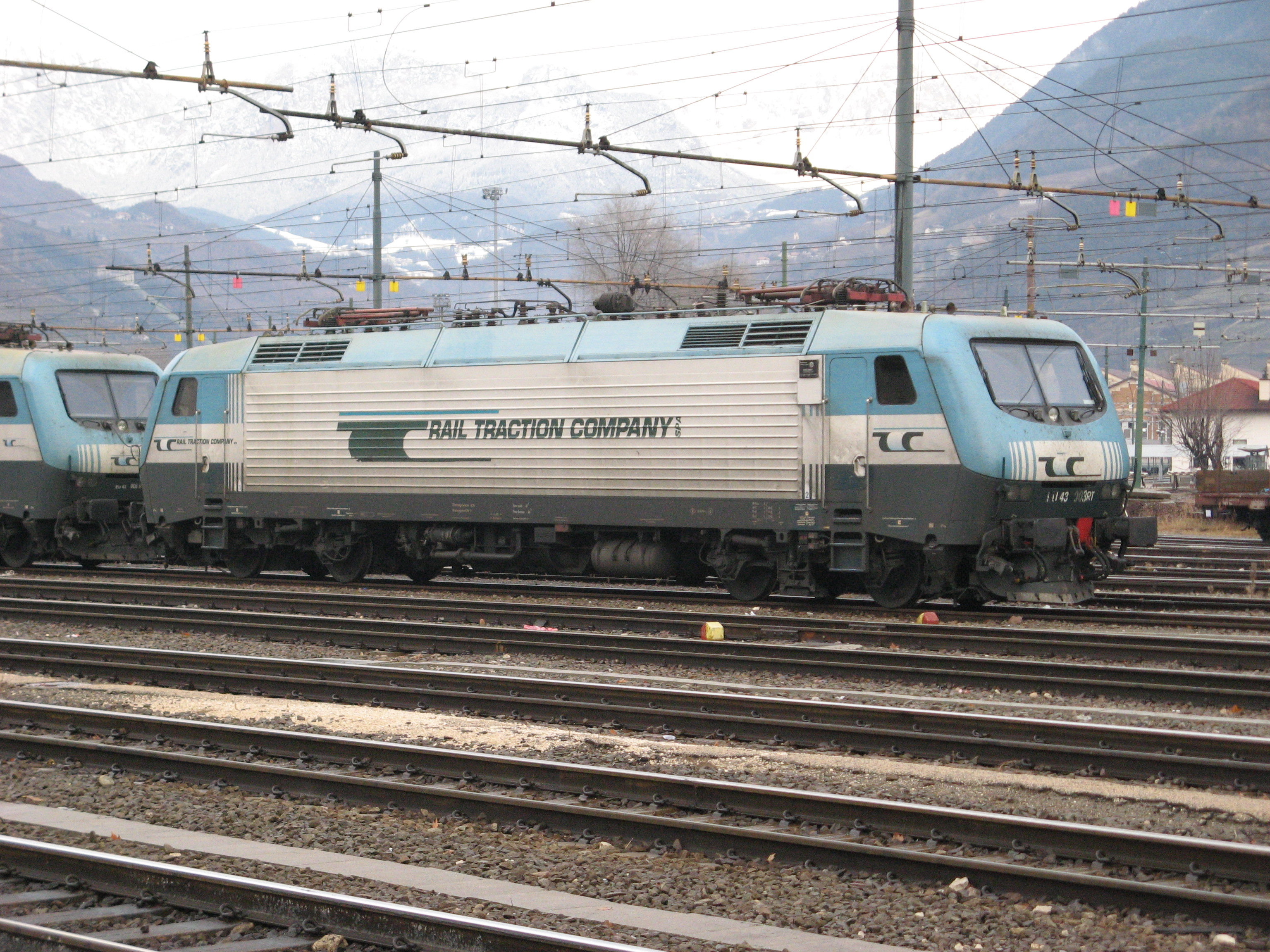
EU 43.003 della Rail Traction Company a Bolzano